# Rogów Górowski (przystanek kolejowy)
Rogów Górowski – zlikwidowany przystanek kolejowy w Rogowie Górowskim na linii kolejowej Krzelów – Leszno Dworzec Mały, w powiecie górowskim, w województwie dolnośląskim, w Polsce.